# 23173 Hideaki
23173 Hideaki este un asteroid din centura principală de asteroizi.

## Descriere
23173 Hideaki este un asteroid din centura principală de asteroizi. A fost descoperit pe 24 aprilie 2000 la Stația Anderson Mesa în cadrul programului LONEOS. Asteroidul prezintă o orbită caracterizată de o semiaxă mare de 2,73 ua, o excentricitate de 0,06 și o înclinație de 12,8° în raport cu ecliptica.